# Cass Elliot
„Mama“ Cass Elliot (vlastním jménem Ellen Naomi Cohen; 19. září 1941 – 29. července 1974) byla americká zpěvačka, známá především jako členka legendárního kvarteta z 60. let, The Mamas & the Papas. Po rozpadu této sestavy se vydala na úspěšnou dráhu sólové zpěvačky a vydala 9 alb.
Zemřela v nedožitých 33 letech na selhání srdce během svého londýnského turné. Často se objevuje fáma, že se udusila šunkovým sendvičem, ve skutečnosti její srdce nezvládlo zápřah dvoutýdenní šňůry koncertů v kombinaci s její chronickou obezitou a zemřela na infarkt.

## Singly
Mezi její nejznámější singly patří její coververze šlágru Dream a Little Dream of Me (1968) a Make Your Own Kind of Music (1969). Její singl Dream a Little Dream of Me byl zazpíván ve 4. sérii American Horror Story - Freak Show. Song Make Your Own Kind of Music provází tři díly seriálu Ztraceni a je použit i ve filmu Beautiful Thing. Objevil se již také několikrát v průběhu osmé řady seriálu Dexter.

## Diskografie
- 1968: Dream a Little Dream
- 1969: Bubblegum, Lemonade, and… Something for Mama
- 1969: Make Your Own Kind of Music
- 1971: Mama's Big Ones (kompilace)
- 1971: Dave Mason and Mama Cass
- 1972: Cass Elliot
- 1972: The Road Is No Place for a Lady
- 1973: Don't Call Me Mama Anymore